# Arete (mitología)

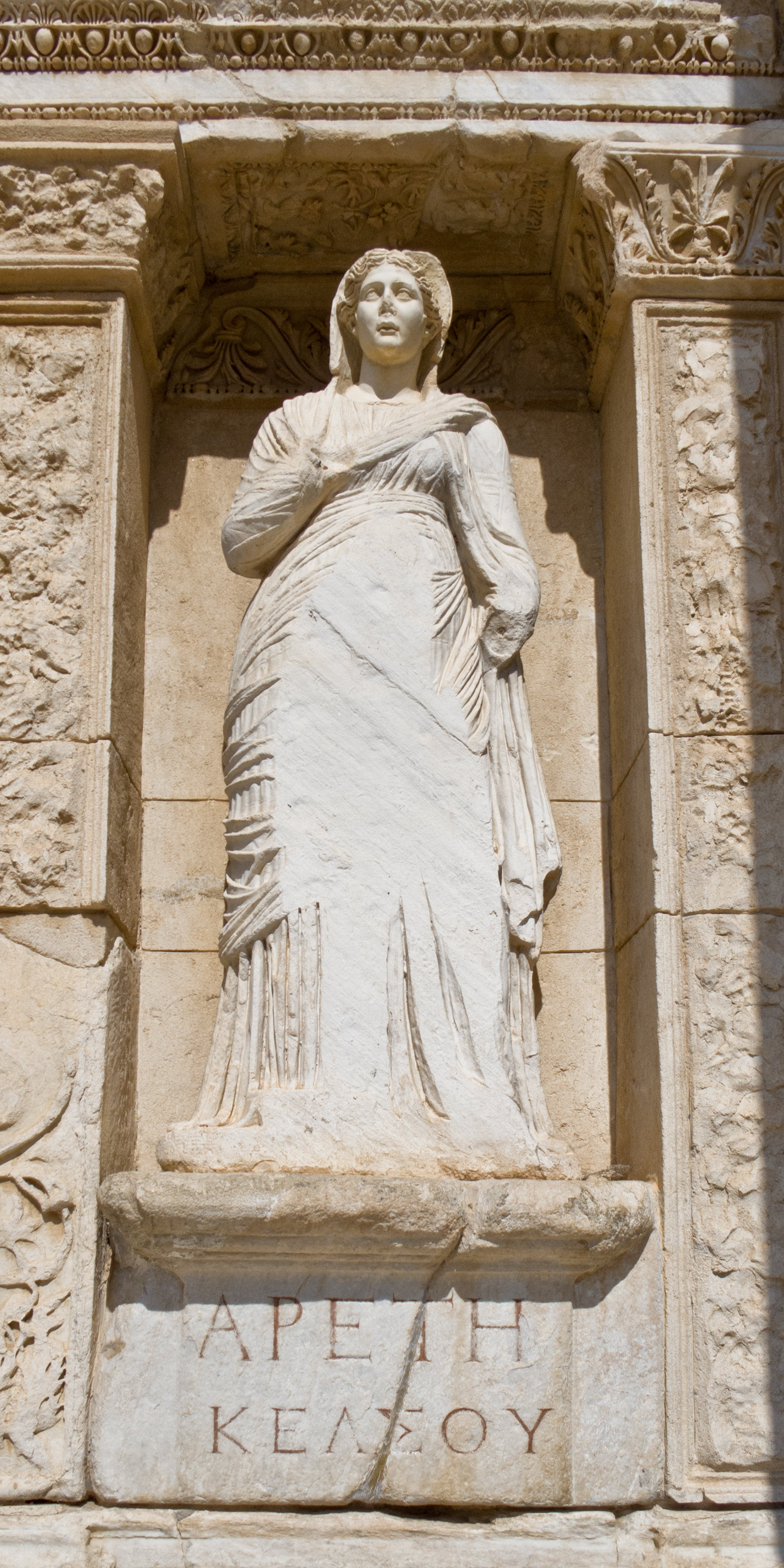
Arete como representación de La Virtud en la Biblioteca de Celso en Éfeso.

En la mitología griega, la reina Arete (en griego Ἀρήτη Arêtê, 'aquella por la cual se reza'), hija de Rexénor estaba casada con su tío Alcínoo, rey de los míticos feacios, famosos por sus naves, en Esqueria. Fueron padres de Nausícaa, Laodamante, Halio y Clitoneo.
Arete era descendiente de Poseidón, quien se unió con Peribea y engendró a Nausítoo, que tuvo a su vez dos hijos, Rexenor y Alcínoo. A Rexenor lo atravesó una flecha de Apolo, quedando como hija única Arete, a la que Alcínoo hizo su esposa. En otras fuentes Arete y Alcínoo eran hermanos y se casaron entre ellos, entonces serían hijos de Féax, a su vez hijo de Poseidón y Córcira, hija de Asopo.
Los reyes acogieron al argonauta Jasón y a Medea en su huida de Cólquida tras robar el vellocino de oro. A su llegada, el rey pidió que Medea fuera devuelta a sus padres si aún era virgen. Jasón y Medea consumaron entonces rápidamente su matrimonio, oficiado por Arete.
También acogió a Odiseo tras un naufragio y le trató con gran hospitalidad. Su nombre parece estar asociado con el nombre Jónico [ἀρητή], que significa 'sagrado', pero también podría significar 'excelencia' o 'virtud'. Unas fuentes alegan un significado de honradez o virtud, mientras otras lo conectan con Ares, dios griego de la guerra.
En Éfeso, en la Biblioteca de Celso (construida entre los años 110 y 135) está representada Arete como La Virtud uno de los símbolos que adornaban a Celso junto con La Sabiduría, La Ciencia y La Fortuna. 
Pero esta última acepción es, en realidad, la personificación de un concepto filosófico-religioso que en griego antiguo se escribe ἀρετή, Areté, "virtud", y que es un nombre diferente al de la reina Ἀρήτη.Ver foto.

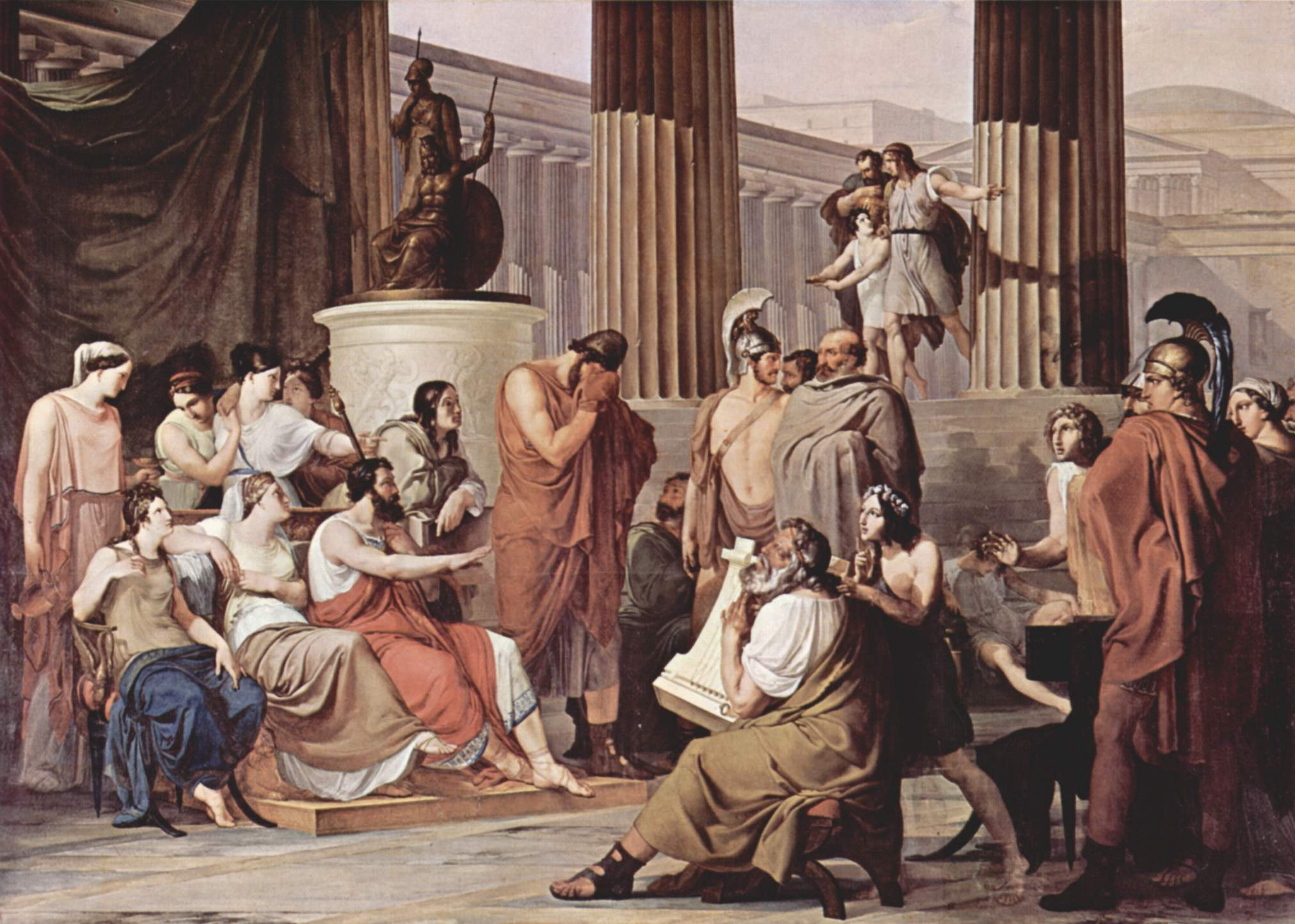
Francesco Hayez: Ulises en la corte de Alcínoo (Ulisse alla corte di Alcinoo). 1813 – 1815. Museo de Capodimonte